# Verica Kalanović
Verica Kalanović (en serbe cyrillique : Верица Калановић ; née le 19 juillet 1954 à Trstenik) est une femme politique serbe. Membre du parti G17 Plus, elle est vice-présidente du parti des Régions unies de Serbie (URS). Du 27 juillet 2012 au 29 août 2013, elle est ministre du Développement régional et de l'Autonomie locale dans le gouvernement d'Ivica Dačić. Le 2 septembre 2013, elle récupère son mandat de députée à l'Assemblée nationale de la république de Serbie.

## Biographie
Verica Kalanović naît le 19 juillet 1954 à Trstenik. Elle suit les cours de la faculté de technologie et de métallurgie de l'université de Belgrade, où elle obtient une licence en 1977 puis un master en 1980. De 1980 à 1993, elle travaille pour la société Prva Petoletka Trstenik (PPT) puis, de 1993 à 2003, elle enseigne à l'école supérieure de technologie de sa ville natale. Parallèlement, en 2000 et 2001, elle est membre du conseil exécutif de l'assemblée municipale de Trstenik.
Sur le plan politique, Verica Kalanović devient membre du parti G17 Plus et, de 2003 à 2006, elle préside le groupe parlementaire du parti à l'Assemblée de Serbie-et-Monténégro ; elle y préside aussi la Commission des relations économiques intérieures et des finances et elle est membre de la délégation de la Serbie-et-Monténégro au Conseil de l'Europe, où elle participe au Comité pour le développement local et régional. 
Aux élections législatives du 27 janvier 2007, elle figure sur la liste du G17+ emmenée par Mlađan Dinkić, qui obtient 275 041 voix, soit 6,82 % des suffrages ; le parti envoie 19 représentants à l’Assemblée nationale de la république de Serbie. Elle devient députée. De mai 2007 à juillet 2008, Verica Kalanović est secrétaire d'État au développement régional au ministère de l'Économie et du Développement régional dirigé par Mlađan Dinkić.
Aux élections législatives anticipées du 11 mai 2008 qui suivent la réélection de Boris Tadić à la présidence de la République, Verica Kalanović, avec le G17+, s’associe à la coalition « Pour une Serbie européenne » conduite par Dragoljub Mićunović, membre du Parti démocratique (DS) . À la suite de ces élections, Mirko Cvetković devient président du gouvernement et, le 7 juillet, Verica Kalanović est élue ministre du Plan national d'investissement. Mlađan Dinkić fait lui aussi partie du gouvernement mais ses rapports avec le premier ministre se dégradent progressivement et, en février 2011, Dinkić, menacé de limogeage, il présente sa démission ; par solidarité, Verica Kalanović démissionne à son tour. Cette crise politique conduit Mirko Cvetković à remanier son gouvernement. Le 14 mars 2011, Verica Kalanović devient vice-présidente du second gouvernement Cvetković, chargée de l'économie et du développement régional.
Aux élections législatives du 6 mai 2012, Mlađan Dinkić emmène la coalition Régions unies de Serbie (URS) ; la liste obtient 6,99 % des suffrages et 21 députés. Verica Kalanović redevient députée mais, le 27 juillet 2012, elle renonce à son mandat en devenant ministre du Développement régional et de l'Autonomie locale dans le gouvernement d'Ivica Dačić soutenu par le nouveau président Tomislav Nikolić, le chef du Parti progressiste serbe (SNS).
Le 21 avril 2013, la coalition Régions unies de Serbie se transforme en un parti politique unifié,, ; Mlađan Dinkić en devient le président et Verica Kalanović en devient l'un des vice-présidents. À la suite d'une longue crise au sein de la coalition gouvernementale, Ivica Dačić exclut le parti Régions unies de Serbie (URS) du gouvernement et, notamment, Mlađan Dinkić. Le remaniement a lieu le 2 septembre 2013 et Verica Kalanović retrouve son mandat parlementaire.

## Vie privée
Verica Kalanović est mariée et mère de deux enfants. Elle parle anglais et russe.